# 이색땃쥐
이색땃쥐(Crocidura leucodon)는 땃쥐과에 속하는 포유류의 일종이다. 유럽 동부와 중부, 남부 그리고 아시아 서부 지역에서 발견된다. 야행성 종으로 곤충과 기타 작은 동물을 먹는다.